# FK Bor
Maillots
Le Fudbalski Klub Bor (en serbe : Фудбалски Клуб Бop), plus couramment abrégé en FK Bor, est un club serbe de football fondé en 1919 et basé dans la ville de Bor.
C'est notamment le club formateur de Bora Milutinović et de son frère, Miloš.

## Historique
- 1919 : création du club

### Parcours européen
Grâce à sa place de finaliste de la Coupe de Yougoslavie en 1968, perdue 7-0 face au futur champion, l'Étoile rouge de Belgrade, le FK Bor s'est qualifié pour la Coupe des Coupes 1968-1969.
Opposé au premier tour au club tchécoslovaque du Slovan Bratislava, il perd la manche aller à l'extérieur 3-0 et ne peut remonter le retard au stade Gradski, ne s'imposant que 2 buts à zéro.

## Bilan sportif

### Palmarès
| Compétitions nationales                                                                                               |
| --- |
| - Coupe de Yougoslavie : - Champion : 1967-68. - Championnat de Yougoslavie D2 (2) : - Champion : 1967-68 et 1971-72. |

### Bilan européen
Note : dans les résultats ci-dessous, le score du club est toujours donné en premier.
| Saison    | Compétition      | Tour         | Club              | Domicile | Extérieur | Total |
| --------- | ---------------- | ------------ | ----------------- | -------- | --------- | ----- |
| 1968-1969 | Coupe des coupes | Premier tour | Slovan Bratislava | 2 - 0    | 0 - 3     | 2 - 3 |

Légende
- Victoire ou qualification pour le tour suivant
- Match nul
- Défaite ou élimination de la compétition

## Personnalités du club

### Présidents du club
- Ivan Pešić

### Entraîneurs du club
| - Gallois (1919 - ?) - Budimir Milivojević-Skulja (1952 - 1956) - Petar Purić (1956 - 1958) - Boško Ralić (1958 - 1960) - Dragoljub Nikolić (1960) - Babanović (1960) - Ilija Rajković (1961) - Abdullah Gegiç (1961 - 1963) - Petar Purić (1963) - Asim Fehmi (1963) - Miodrag Arunović (1963) - Boris Marović (1963 - 1964) - Branislav Aćimović (1964 - 1965) - Boris Marović (1965) - Milivoje Bakovljev (1965) - Radojica Radojičić (1966 - 1968) - Marcel Žigante (1968 - 1972) - Sima Vilić (1972) | - Dragutin Spasojević (1972 - 1973) - Boris Marović (1965 - 1973) - Milan Ilić-Meda (1973 - 1974) - Dragutin Spasojević (1974 - 1976) - Pavao Rajzner (1976 - 1977) - Radojica Radojičić (1977 - 1978) - Slobodan Perišić (1978 - 1986) - Milan Damnjanović (1986) - Nedeljko Pilčević (1986 - 1987) - Slobodan Radović (1987) - Ištvan Šorban (1987 - 1990) - Hakija Rovčanin (1990) - Slobodan Perišić (1990 - 1993) - Budislav Pajić (1993) - Slobodan Perišić (1993 - 1994) - Vladimir Petrović (1994 - 1995) - Zoran Čolaković (1995 - 1997) - Milenko Kiković (1997 - 1998) | - Hakija Rovčanin (1998 - 1999) - Vladimir Petrović (1999) - Zaviša Milosavljević (1999 - 2000) - Dragan Ivanov (2000 - 2001) - Nemanja Radulović (2001 - 2002) - Zaviša Milosavljević (2002 - 2004) - ? (2004 - 2006) - Vojkan Aleksić (2006 - 2007) - Nenad Branković (2007 - 2008) - Miodrag Nikolić (2008 - 2009) - Vojkan Aleksić (2009 - 2010) - Emil Salifovski (2010) - Miodrag Milić (2010) - Milija Brkić (2010 - 2011) - Rajko Mitić (2011 - 2013) - Hakija Rovčanin (2013 - 2014) - Ivan Bešinić (2014 - 2017) - Marko Terzić (2017 - ) |

## Galerie

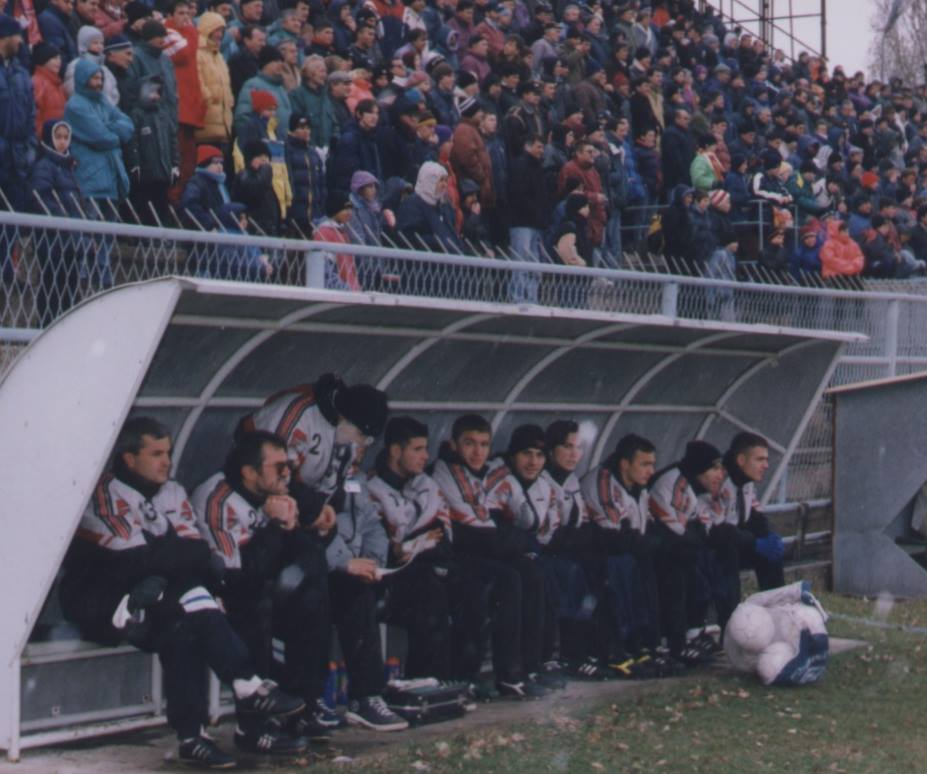
Le FK Bor lors d'un match de D2 yougoslave avec Brkić comme entraîneur dans les années 1990
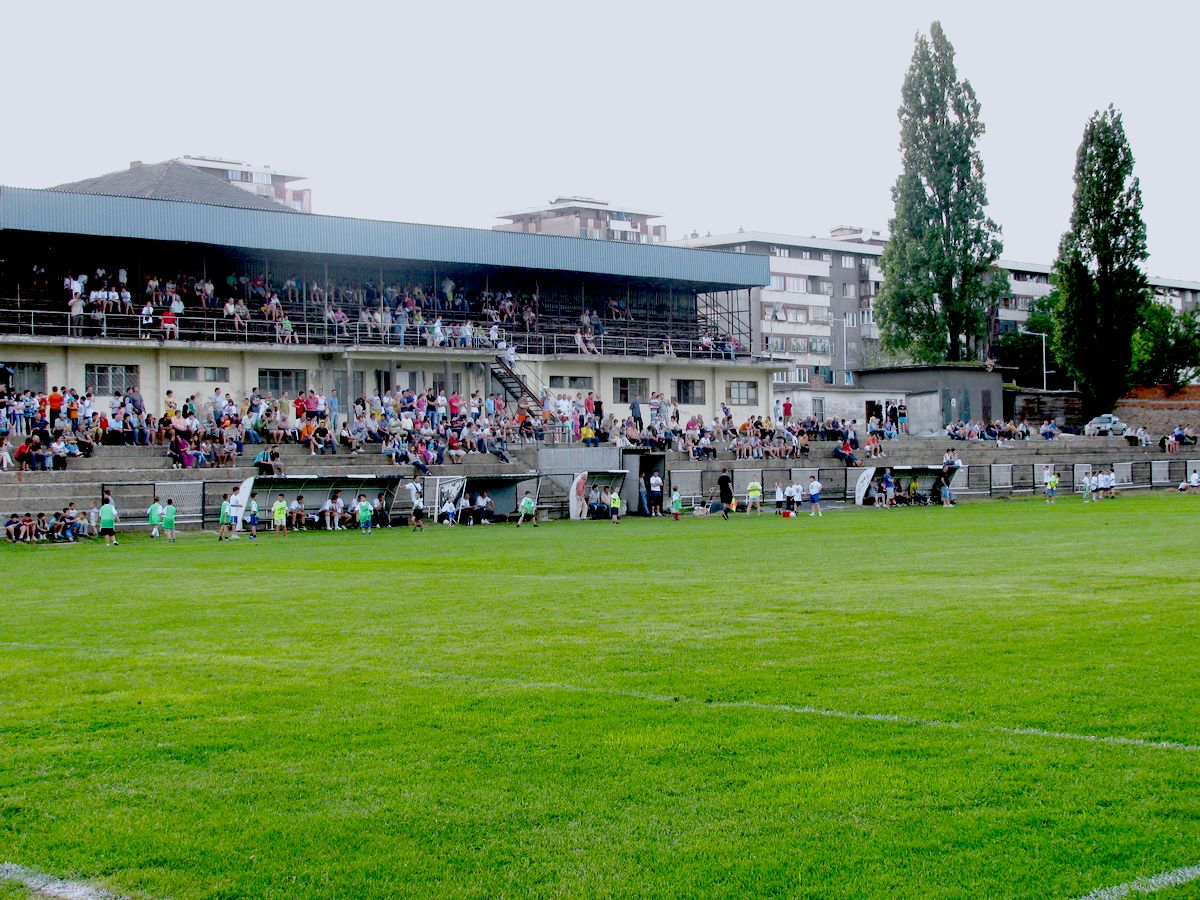
Le stade du FK Bor